# Warffum
Warffum (en groningois : Waarvum) est un village néerlandais de la commune de Het Hogeland, situé dans la province de Groningue.

## Géographie
Le village est situé dans le nord de la province de Groningue, près de la mer des Wadden, à 20 km au nord de la ville de Groningue.
Il est desservi par la gare de Warffum sur la ligne ferroviaire de Groningue à Roodeschool.

## Histoire
Le 1er janvier 1990, Warffum, alors commune indépendante, est rattachée à la commune de Hefshuizen qui prend le nom d'Eemsmond en 1992. Celle-ci est à son tour supprimée et fusionne le 1er janvier 2019 avec Bedum, De Marne et Winsum pour former la nouvelle commune de Het Hogeland.

## Démographie
Le 1er janvier 2019, le village compte 2 150 habitants.